# کالدون، انتاریو
کالدون (به انگلیسی: Caledon) یک شهرک در کانادا است که در Regional Municipality of Peel واقع شده‌است. کالدون ۶۶٬۵۰۲ نفر جمعیت دارد.